# کریستوفر روتیس
کریستوفر روتیس (انگلیسی: Christopher Routis؛ زادهٔ ۳ مارس ۱۹۹۰) بازیکن فوتبال اهل فرانسه است.
از باشگاه‌هایی که در آن بازی کرده‌است می‌توان به باشگاه فوتبال برادفورد سیتی و باشگاه فوتبال سروت ۱۸۹۰ اشاره کرد.